# كريستيان ديغبي
كريستيان ديغبي (بالإنجليزية: Kristian Digby)‏ هو مقدم تلفزيوني ومخرج بريطاني، ولد في 24 يونيو 1977 في توركاي في المملكة المتحدة، وتوفي في 1 مارس 2010 في نيوهام في المملكة المتحدة بسبب اختناق.

## وصلات خارجية
- كريستيان ديغبي على موقع IMDb (الإنجليزية)
- كريستيان ديغبي على موقع قاعدة بيانات الفيلم (الإنجليزية)